# بطولة تونس لكرة السلة للرجال
الدوري التونسي لكرة السلة الدرجة الأولى هو دوري كرة سلة للمحترفين والأعلى في تونس تأسس في 1956 يلعب فيه 14 فريقاً وتنظمه الجامعة التونسية لكرة السلة.
فريق النجم الرياضي الرادسي هو الأكثر تتويجا بهذه البطولة بـ13 لقبا، يليه  الاتحاد الرياضي المنستيري بـ9 ألقاب.

## قائمة الفائزين

### حسب السنوات
| - 1955–56: النادي الشرقي - 1956–57: الملعب الغولي - 1957–58: الجمعية الرياضية الفرنسية - 1958–59: نادي طليعة تونس - 1959–60: نادي طليعة تونس - 1960–61: الجمعية الرياضية الفرنسية - 1961–62: نادي طليعة تونس - 1962–63: الملعب النابلي - 1963–64: النجم الرياضي الرادسي - 1964–65: النجم الرياضي الرادسي - 1965–66: النجم الرياضي الرادسي - 1966–67: النجم الرياضي الرادسي - 1967–68: النجم الرياضي الرادسي - 1968–69: النجم الرياضي الرادسي - 1969–70: النجم الرياضي الرادسي - 1970–71: النجم الرياضي الرادسي - 1971–72: النجم الرياضي الرادسي - 1972–73: الزيتونة الرياضية - 1973–74: نادي سكك الحديد التونسي - 1974–75: الملعب النابلي - 1975–76: النجم الرياضي الرادسي - 1976–77: الترجي الرياضي التونسي - 1977–78: نادي سكك الحديد التونسي - 1978–79: الترجي الرياضي التونسي - 1979–80: الترجي الرياضي التونسي - 1980–81: النجم الرياضي الساحلي - 1981–82: الزهراء الرياضية - 1982–83: الزهراء الرياضية - 1983–84: النجم الرياضي الرادسي - 1984–85: نجم حلق الوادي والكرم - 1985–86: نجم حلق الوادي والكرم - 1986–87: نجم حلق الوادي والكرم - 1987–88: نجم حلق الوادي والكرم - 1988–89: الملعب النابلي | - 1989–90: نجم حلق الوادي والكرم - 1990–91: نجم حلق الوادي والكرم - 1991–92: الملعب النابلي - 1992–93: الزهراء الرياضية - 1993–94: الزهراء الرياضية - 1994–95: نجم حلق الوادي والكرم - 1995–96: الملعب النابلي - 1996–97: الزهراء الرياضية - 1997–98: الاتحاد الرياضي المنستيري - 1998–99: الزهراء الرياضية - 1999–00: الاتحاد الرياضي المنستيري - 2000–01: الشبيبة الرياضية القيروانية - 2001–02: الشبيبة الرياضية القيروانية - 2002–03: الشبيبة الرياضية القيروانية - 2003–04: النادي الإفريقي - 2004–05: الاتحاد الرياضي المنستيري - 2005–06: الملعب النابلي - 2006–07: النجم الرياضي الساحلي - 2007–08: الملعب النابلي - 2008–09: النجم الرياضي الساحلي - 2009–10: الملعب النابلي - 2010–11: النجم الرياضي الساحلي - 2011–12: النجم الرياضي الساحلي - 2012–13: النجم الرياضي الساحلي - 2013–14: النادي الإفريقي - 2014–15: النادي الإفريقي - 2015–16: النادي الإفريقي - 2016–17: النجم الرياضي الرادسي - 2017–18: النجم الرياضي الرادسي - 2018–19: الاتحاد الرياضي المنستيري - 2019–20: الاتحاد الرياضي المنستيري - 2020–21: الاتحاد الرياضي المنستيري - 2021–22: الاتحاد الرياضي المنستيري - 2022–23: الاتحاد الرياضي المنستيري - 2023–24: الاتحاد الرياضي المنستيري - 2024–25: النادي الإفريقي |

### حسب الفرق
| النادي                      | المدينة      | الألقاب |
| --------------------------- | ------------ | ------- |
| النجم الرياضي الرادسي       | رادس         | 13      |
| الاتحاد الرياضي المنستيري   | المنستير     | 9       |
| الملعب النابلي              | نابل         | 8       |
| نجم حلق الوادي والكرم       | الكرم        | 7       |
| الزهراء الرياضية            | الزهراء      | 6       |
| النجم الرياضي الساحلي       | سوسة         | 6       |
| النادي الإفريقي             | تونس العاصمة | 5       |
| الشبيبة الرياضية القيروانية | القيروان     | 3       |
| الترجي الرياضي التونسي      | تونس العاصمة | 3       |
| نادي طليعة تونس             | تونس العاصمة | 3       |
| الجمعية الرياضية الفرنسية   | تونس العاصمة | 2       |
| نادي سكك الحديد التونسي     | تونس العاصمة | 2       |
| الزيتونة الرياضية           | تونس العاصمة | 1       |
| الملعب الغولي               | تونس العاصمة | 1       |
| النادي الشرقي               | تونس العاصمة | 1       |

## مقالات ذات صلة
- كأس تونس لكرة السلة للرجال
- بطولة تونس لكرة السلة للسيدات
- الجامعة التونسية لكرة السلة

## وصلات خارجية
- الموقع الإلكتروني